# رونكولي
رونكولي (بالإنجليزية: Le Roncole)‏ (المعروفة اليوم باسم رونكولي فيردي)، هي قرية صغيره تقع على بعد بضعة كيلومترات من بلدة بوسيتو، في مقاطعة بارما في إيطاليا. البلدة تدين شهرتها لكونها مسقط رأس الموسيقار جوزيبي فيردي، واحيانا يتم تغيير اسم المدينة من «لو رونكولي» إلى «رونكولي فيردي». على طول الطريق المؤدي من قرية إلى قرية قريبة من سورانيا يمكن زيارة مسقط رأس جوزيبي فيردي، بينما هو بالقرب من كنيسة مكرسة لل قديس ميخائيل رئيس الملائكة

## أعلام
- جوزيبي فيردي